# Česká šachová extraliga 2012/2013
Česká šachová extraliga 2012/13 byla nejvyšší šachovou soutěží v sezoně 2012/13 v Česku. Zúčastnilo se 12 družstev, přičemž nováčci byli TJ TŽ Třinec a ŠK Mahrla Praha, kteří se oba vrátili po jedné sezóně v 1. lize. 
Prvních osm kol bylo odehráno formou dvoukol v sobotu a v neděli, kdy vždy 6 družstev hrálo toto dvoukolo doma a šest venku. Tato dvoukola se odehrála v termínech
3./4. listopadu 2012, 1./2. prosince 2012, 16. února/17. února 2013 a 23./24. března 2013. V těchto čtyřech dvoukolech každý celek hrál dva víkendy doma a dva venku, ale domácí celek v zápisu utkání neodpovídá vždy celku, který utkání skutečně hostil. Všechna utkání závěrečných tří kol byla odehrána od pátku 26. dubna 2013 do neděle 28. dubna 2013 v Ostravě.
Počtvrté v řadě zvítězil 1. Novoborský ŠK. Podruhé v řadě obsadil 2. místo Rapid Pardubice a rozšířil tak svou medailovou bilanci na 9 cenných kovů. Na 3. místo dosáhlo podruhé v historii družstvo TJ Tatran Litovel. Z extraligy sestoupil po dvou sezónách TJ Bohemians Praha a nováček AD Mahrla Praha.

## Konečná tabulka
| Poř. | Tým                       | Z  | V | R | P | BZ | BP   | VP |
| ---- | ------------------------- | -- | - | - | - | -- | ---- | -- |
| 1.   | 1. Novoborský ŠK (EP)     | 11 | 9 | 2 | 0 | 29 | 58,5 | 36 |
| 2.   | Rapid Pardubice           | 11 | 8 | 1 | 2 | 25 | 58,0 | 39 |
| 3.   | TJ Tatran Litovel         | 11 | 7 | 1 | 3 | 22 | 44,5 | 25 |
| 4.   | Výstaviště Lysá nad Labem | 11 | 5 | 3 | 3 | 18 | 45,0 | 22 |
| 5.   | BŠŠ Frýdek-Místek         | 11 | 5 | 2 | 4 | 17 | 52,0 | 31 |
| 6.   | ŠK Zikuda Turnov          | 11 | 5 | 1 | 5 | 16 | 44,5 | 21 |
| 7.   | Labortech Ostrava         | 11 | 5 | 1 | 5 | 16 | 41,0 | 17 |
| 8.   | TŽ Třinec (N)             | 11 | 3 | 4 | 4 | 13 | 41,5 | 16 |
| 9.   | A64 VALOZ Grygov          | 11 | 3 | 2 | 6 | 11 | 37,0 | 18 |
| 10.  | ŠK Slavoj Poruba          | 11 | 3 | 0 | 8 | 9  | 39,5 | 18 |
| 11.  | AD Mahrla Praha (N)       | 11 | 2 | 2 | 7 | 8  | 38,5 | 17 |
| 12.  | TJ Bohemians Praha        | 11 | 1 | 1 | 9 | 4  | 27,0 | 13 |

## Hráči a sestavy
Do bojů celkem zasáhlo ve 12 družstvech 139 hráčů, mezi nimiž nebyla ani jedna žena. Zastoupení jednotlivých šachových federací bylo následující: Česko 84, Polsko 26, Slovensko 10, Rusko 4, Ukrajina 4, Bělorusko 3, Lotyšsko 2, Indie, Švédsko, Německo, Řecko, Arménie, Rumunsko po 1. V následujícím seznamu jsou uvedeni hráči, kteří sehráli alespoň jednu partii. Počet sehraných partií je v závorce za jménem hráče. Vlajka označuje stát, v jehož národní federaci byl pro danou sezónu hráč registrován u FIDE.
- 1. Novoborský ŠK –  Alexej Širov (5),  Radoslaw Wojtaszek (4),  Nikita Viťugov (4),  Viktor Láznička (11),  Krišnan Sasikiran (5),  Mateusz Bartel (5),  Zbyněk Hráček (10),  Ján Markoš (8),  Robert Cvek (10),  Štěpán Žilka (11),  Radek Kalod (2),  Petr Hába (8),  Tadeáš Kriebel (6)
- Rapid Pardubice –  Sergej Movsesjan (5),  Jurij Kryvoručko (6),  Maxim Matlakov (5),  Robert Kempinski (9),  Martin Petr (11),  Jan Votava (11),  Jan Bernášek (7),  Miloš Jirovský (11),  Bartolomiej Heberla (6),  Lukáš Černoušek (11),  Luboš Roško (6)
- TJ Tatran Litovel –  Dariusz Swiercz (4),  Marcin Tazbir (11),  Krzysztof Bulski (9),  Jan Krejčí (11),  Jan-Krzysztop Duda (7),   Václav Svoboda (9),  Lukáš Kuchynka (9),  Pavel Blatný (4),  Lukáš Vlasák (9),  Pavel Zpěvák (11),  Lukasz Butkiewicz (2),  Vladimír Bělunek (2)
- Výstaviště Lysá nad Labem –   Ruslan Ponomariov (2),  Jevgenij Najer (9),  Jiří Štoček (11),  Vasily Jemelin (11),  Dorian Rogozencov (11),  Vigen Mirumian (8),  Vlastimil Jansa (10),   Eduard Meduna (6),  Vítězslav Priehoda (11),  Radek Londýn (2),  Jan Šuráň (7)
- BŠŠ Frýdek-Místek –  Anton Korobov (2),  Sergej Azarov (11),  Alexej Fedorov (11),  Andrej Žigalko (5),  Rafal Antoniewski (4),  Vojtěch Rojíček (11),  Igors Rausis (11),  Cyril Ponížil (10),  Stanislav Jasný (8),  Vojtěch Zwardoň (7),  Sergej Vesselovsky (8)
- ŠK Zikuda Turnov –  Igor Khenkin (11),  Ľubomír Ftáčnik (11),  Lukasz Cyborowski (11),  Tomáš Polák (7),  Pavel Jaracz (9),  Michal Konopka (11),  Petr Neuman (11),  Jan Sodoma (8),  Pavel Čech (9),  Tomáš Kulhánek (9)
- Labortech Ostrava –  Kamil Miton (9),  Martin Dziuba (7),  Vítězslav Rašík (11),  Artur Jakubiec (9),  Radoslaw Jedynak (6),  Petr Velička (11),  Jiří Kočiščák (11),  Jozef Michenka (11),  Vladimír Talla (11),  Miroslaw Jaworski (2)
- TŽ Třinec –  Slawko Čičak (2),  Peter Michalík (11), Igor Štohl (11),  Vojtěch Plát (10),  Milan Pacher (4),  Roman Chytilek (6),  Petr Pisk (9),  Rolands Bērziņš (7),  Ladislav Langner (9),  Milan Walek (11),  Vlastimil Neděla (8),  Jan Sikora (2)
- A64 VALOZ Grygov –  Vlastimil Babula (7),  Michal Luch (9),  Pavel Šimáček (10),  Tamás Petényi (2),  Jaroslav Bureš (8),  Richard Biolek (10),  David Kaňovský (11),  Kamil Stachowiak (6),  Richard Biolek (9),  Piotr Brodowski (7),  Stanislaw Zawadzski (2),  Radek Sluka (5),  Josef Obšivač (2)
- ŠK Slavoj Poruba –  Alexander Mišta (8),  Piotr Bobras (7),  Krzysztof Jakubowski (9),  Piotr Murdzia (6),  Lukáš Klíma (11),  Radomír Caletka (11),  Jan Sosna (11),  Josef Mudrák (9),  Jiří Adámek (6),  Jan Malík (8),  Pavel Kufa (2)
- AD Mahrla Praha –  David Navara (11),  Jaroslav Žerebuch (4),  Tomáš Petrík (11),  Oleg Spirin (4),  Marek Vokáč (11),  Ivan Hausner (9),  Milan Orság (11),  Thomas Hinks-Edwards (8),  Josef Straka (8),  Stanislav Cífka (2),  Ján Plachetka (4),  Marcin Kolago (1),  Michal Schula (2),  Přemysl Bělaška (2)
- TJ Bohemians Praha –  Petr Zvára (10),  Tomáš Studnička (11),  Jiří Jirka (11),  Epaminondas Kourousis (11),  Vasil Tričkov (10),  Jan Jüptner (11),  Imre Kukel (4),  Květoslav Znamenáček (9),  Bohuslav Dubanský (7),  Jan Chura (1),  Miroslav Kalous (3)